# Teófila Madroñal Iglesias
Teófila Madroñal Iglesias (Madrid, 1905 - Uruguay, 1990) fue una miliciana y enfermera española.

## Trayectoria
De origen humilde, se casó con un comunista en 1930. Tras iniciarse la guerra civil, fue miliciana en el batallón Leningrado de las Milicias Populares y después en la primera Brigada Móvil de Choque de la División 46. Luchó en el frente de Madrid y en la batalla de Guadalajara. Alcanzó el grado de sargento: «Las milicianas fueron valientes y el tiempo que permanecieron en la frente cumplieron como los hombres, a veces tuvieron más coraje que ellos. Las mujeres saltaban a las trincheras como demonios» (entrevista en Antonina Rodrigo).
Herida en 1937, fue trasladada a Játiva y después a Alicante. Allí estudió en la Escuela de Enfermeras de Alicante y trabajó como enfermera hasta el final de la guerra. En 1937 su nombre apareció en la prensa en una lista de donantes para la concesión de la Cruz Laureada al General Miaja (Liberación, 11 de junio de 1937). Su marido murió en la frente. En marzo de 1939 salió de Alicante con el barco Stanbrook hacia el exilio. Estuvo primero en Orán, en un centro de internamiento, y después sobrevivió gracias a trabajos de costura. Exiliada en varios países (Francia, Chile, Bolivia), a mediados de los cincuenta se instaló en Uruguay, donde regentó hoteles. 
En 1976 fue detenida y acusada de colaborar con el movimiento Tupamaro. Murió sin regresar del exilio.